# 도널드 페팃
도널드 로이 페팃(Donald Roy Pettit, 1955년 4월 20일 ~ )은 미국의 화공학자이자 NASA 우주비행사다.